# Dvor (gmina Šmartno pri Litiji)
Dvor – wieś w Słowenii, w gminie Šmartno pri Litiji. W 2018 roku liczyła 111 mieszkańców.